# Diaphana caribaea
Diaphana caribaea is een slakkensoort uit de familie van de Diaphanidae. De wetenschappelijke naam van de soort is voor het eerst geldig gepubliceerd in 2001 door Espinosa, Ortea & Fernández-Garcés.